# Yoo Seong-min
Yoo Seong-min né le 7 janvier 1958 à Daegu, est un homme politique et économiste sud-coréen.

## Biographie
Yoo est un ancien membre du parlement coréen et a le candidat présidentiel du Parti Bareun lors de l'élection présidentielle sud-coréenne de 2017. Il est le fils de feu le chef du tribunal Daegu, avocat et député,.